# 沐恩堂

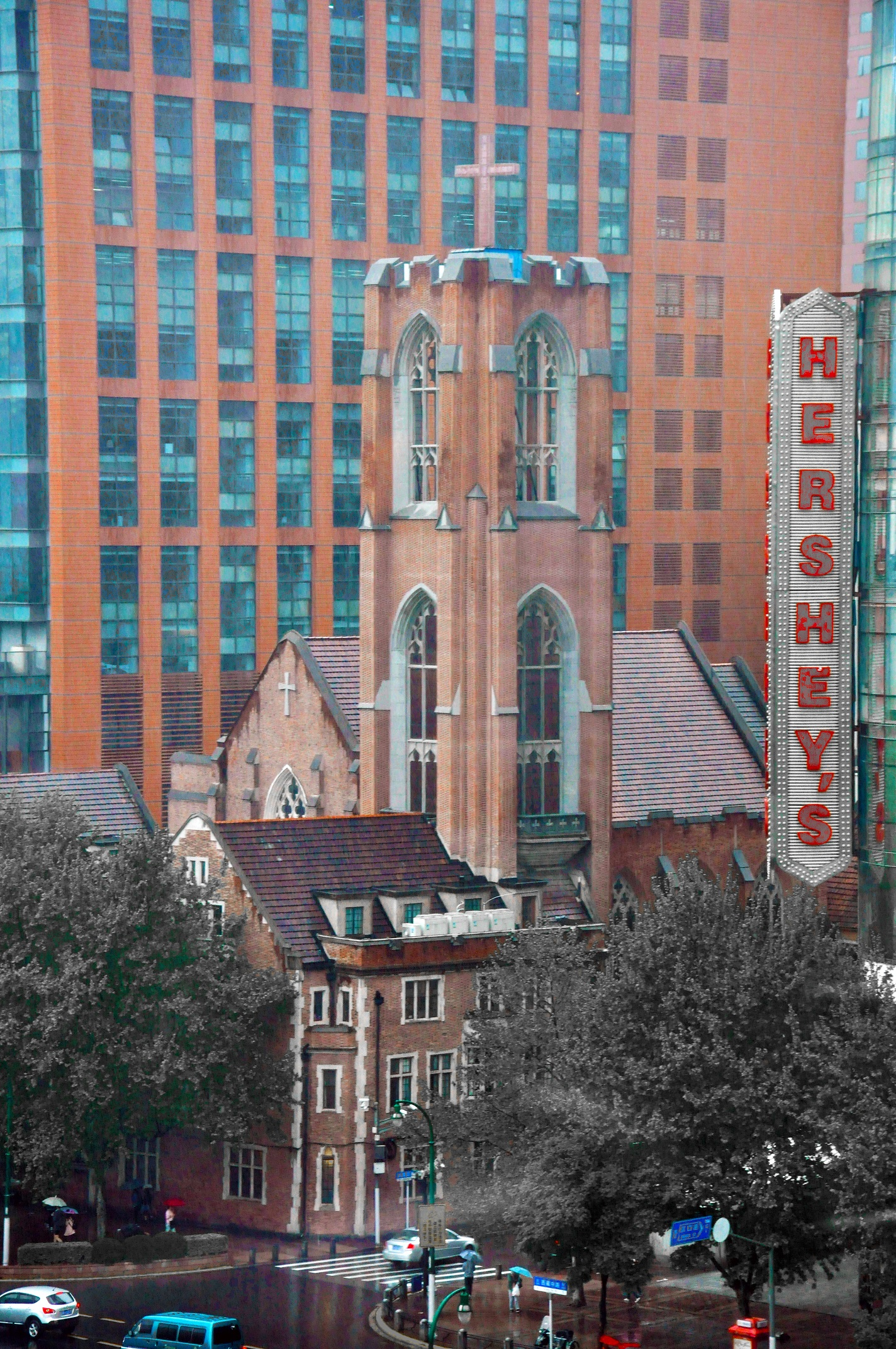
沐恩堂

沐恩堂（もくおんぐう、Moore Memorial Church）は、上海市都心にあるキリスト教（プロテスタント）の教会である。沐恩堂は1874年に創建され、1890年に慕爾堂と改名された。スペース不足により、慕爾堂は1929年に現在の場所に移転・拡大された。設計者はラズロ・ヒューデックである。太平洋戦争中、慕爾堂が旧日本軍に徴用された。1958年、慕爾堂が沐恩堂と改名された。